# Sanningen om Marika
Sanningen om Marika var en medieproduktion av SVT i samarbete med The Company P, som ägde rum under hösten 2007. Sanningen om Marika skapades av Daniel Lägersten och var dels en TV-serie i regi av Martin Schmidt efter ett manus av Anders Weidemann och dels ett verklighetsspel skrivet av Martin Ericsson där tittarna inbjöds att delta i spaningsarbetet.
Serien vann en iEmmy i Cannes i april 2008 i kategorin Outstanding Interactive TV Service, ett pris som inte delats ut sedan dess..  Därefter följde fler priser och utmärkelser; International AIB Awardswinner of the category Most Creative Specialist in AIB 2008, Sime AwardsBest Online Entertainment, SP AwardsMobile game Furiae was awarded with a Silver Pocket Award.
Sanningen om Marika var också nominerat till INPUT 2008 och Prix Europa i två kategorier, för bästa dramaserie och bästa crossmedia produktion.